# Presencia de mercurio en aves
La contaminación con mercurio en aves ha sido motivo de preocupación durante décadas.  El envenenamiento por mercurio tiene efectos perniciosos en los individuos, poblaciones y comunidades completas de aves. La presencia de mercurio en aves es debida a la acumulación de mercurio en su organismo, a menudo como metilmercurio, un compuesto orgánico del mercurio que es sumamente tóxico. El mercurio como otros compuestos metálicos es soluble en agua ácida y por lo tanto se mueve fácilmente a través de los medios acuáticos, acumulándose desde los sedimentos del fondo hacia las aves acuáticas y semiacuáticas por bioacumulación y biomagnificación del metilmercurio. En general, las concentraciones de mercurio en sangre de aves limícolas durante la reproducción son mayores en aquellas limícolas que utilizan los hábitats más húmedos y acuáticos.
La presencia de mercurio en las aves puede tener repercusiones sobre la salud de los seres humanos que los consumen, especialmente de aquellas mujeres que están embarazadas o que pueden quedar embarazadas y madres que están dando el pecho a sus bebés.

#### Efectos en la reproducción y la dinámica poblacional

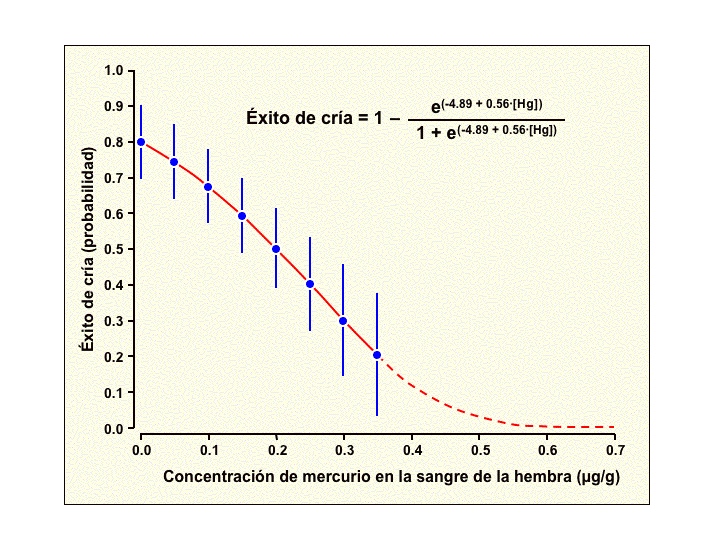
Disminución en la supervivencia de la cría en función del aumento de la concentración de mercurio en la sangre de la madre en nidos de la Ratona carolinense (Thryothorus ludovicianus), cuando el efecto de otras variables se mantiene constante (Figura modificada a partir del original, Jackson et al 2011)

Los albatros (Diomedea exulans) con mayor concentración sanguínea de mercurio tienen menos probabilidad de criar, y cuando lo hacen sus huevos eclosionan con menor probabilidad, y en el caso de hacerlo los pollos tienen menor probabilidad de volar que los pollos engendrados por aquellos albatros que tienen una menor concentración de mercurio en sangre.  Las poblaciones menguantes de Turpial ojiclaro (Euphagus carolinus) tienden a tener mayor concentración de mercurio en sangre y plumas que otras poblaciones de la misma especie que no disminuyen su tamaño poblacional. También se ha encontrado una reducción en el éxito reproductivo de la Ratona carolinense (Thryothorus ludovicianus) en sitios contaminados con mercurio, comparado con sitios de referencia (reducción del 34%). La concentración de mercurio en la sangre de las hembras nidificantes predijo adecuadamente el éxito de cría. Las aves que estaban anidando en los sitios contaminados tuvieron tres veces más probabilidades de abandonar sus nidos que las aves de sitios de referencia no contaminados. Una reducción del 10% del éxito de cría se correspondió con concentraciones de 0.7 µg/g de mercurio en sangre, 2.4 µg/g de mercurio en las plumas del cuerpo (3.0 µg/g en las plumas de la cola) y 0.11 µg/g de mercurio en los huevos.
Por el contrario, no se han detectado cambios en las tendencias poblacionales de limícolas árticos cuyos huevos contenían mercurio.

#### Relación con la distancia a la fuente de mercurio
Multitud de especies de una comunidad de aves canoras distante más de 100 km aguas abajo de un lugar tradicionalmente contaminado con mercurio tenían concentraciones preocupantes de mercurio.

#### Aumento del riesgo de predación
El diamante mandarín (Taeniopygia guttata) expuesto al MeHg+ en condiciones de laboratorio pierde masa corporal y es más sensible al riesgo de predación en comparación con individuos control.

#### Envenenamiento por la dieta
La concentración de MeHg+ en plumas de gaviota marfileña (Pagophila eburnea), una especie amenazada, ha aumentado 45 veces en los últimos 130 años pese a que su dieta no ha variado. Este cambio es una evidencia de la actividad humana en la liberación de mercurio a los ecosistemas y poblaciones de fauna.

### Especies analizadas
La presencia de mercurio en algunos órganos ha sido medida en varias especies de aves en zonas con una posible contaminación por mercurio, en zonas libres de contaminación pero con una dieta que podría contener mercurio, etc. En la siguiente Tabla se muestran los microgramos de mercurio (µg) por gramo (g) de tejido, órgano o cuerpo entero medido en fresco (peso fresco) o excluyendo el contenido de agua (peso seco). En caso de disponer de varias medidas, se muestra la mediana de dichas medidas.
| Niveles de mercurio en órganos de aves            | Niveles de mercurio en órganos de aves          | Niveles de mercurio en órganos de aves | Niveles de mercurio en órganos de aves | Niveles de mercurio en órganos de aves | Niveles de mercurio en órganos de aves | Niveles de mercurio en órganos de aves | Niveles de mercurio en órganos de aves | Niveles de mercurio en órganos de aves | Niveles de mercurio en órganos de aves | Niveles de mercurio en órganos de aves | Niveles de mercurio en órganos de aves | Niveles de mercurio en órganos de aves | Niveles de mercurio en órganos de aves | Niveles de mercurio en órganos de aves | Niveles de mercurio en órganos de aves | Niveles de mercurio en órganos de aves |
|                                                   | Especies                                        | Años                                   | Peso                                   | Sangre (µg/g)                          | Músculo (µg/g)                         | Órganos internos (µg/g)                | Riñón (µg/g)                           | Hígado (µg/g)                          | Pluma (µg/g)                           | Hueso (µg/g)                           | Pico (µg/g)                            | Huevo (µg/g)                           | ref.                                   |                                        |                                        |                                        |
| ------------------------------------------------- | ----------------------------------------------- | -------------------------------------- | -------------------------------------- | -------------------------------------- | -------------------------------------- | -------------------------------------- | -------------------------------------- | -------------------------------------- | -------------------------------------- | -------------------------------------- | -------------------------------------- | -------------------------------------- | -------------------------------------- | -------------------------------------- | -------------------------------------- | -------------------------------------- |
|                                                   | Ánade real o azulón (Anas platyrhynchos)        | -                                      | fresco                                 | -                                      | 0.023                                  | 0.036                                  | 0.109                                  | -                                      | -                                      | 0.017                                  | 0.105                                  | -                                      | [ 12 ]                                 |                                        |                                        |                                        |
|                                                   | Gaviota argentea (Larus argentatus) hembras     | -                                      | seco                                   | -                                      | 1.89                                   | -                                      | -                                      | 4.36                                   | 4.79                                   | -                                      | -                                      | 1.30                                   | [ 13 ]                                 |                                        |                                        |                                        |
|                                                   | Gaviota argentea (Larus argentatus) machos      | -                                      | seco                                   | -                                      | 2.26                                   | -                                      | -                                      | 4.01                                   | 6.25                                   | -                                      | -                                      | -                                      | [ 13 ]                                 |                                        |                                        |                                        |
|                                                   | Grulla de Manchuria (Grus japonensis)           | 1988 a 2004                            | seco                                   | -                                      | -                                      | -                                      | 30                                     | 30                                     | -                                      | -                                      | -                                      | -                                      | [ 14 ]                                 |                                        |                                        |                                        |
|                                                   | Rascón de California (Rallus obsoletus) *       | 2006 a 2010                            | seco                                   | 0.56                                   | -                                      | -                                      | -                                      | -                                      | 9.87                                   | -                                      | -                                      | 0.57                                   | [ 15 ]                                 |                                        |                                        |                                        |
|                                                   | Ratona carolinense (Thryothorus ludovicianus) * | 2007 a 2010                            | fresco                                 | 2.27                                   | -                                      | -                                      | -                                      | -                                      | -                                      | -                                      | -                                      | -                                      | [ 5 ]                                  |                                        |                                        |                                        |
|                                                   | Búho real (Bubo bubo) †                         | 2006 a 2012                            | fresco                                 | 14.7 ‡                                 | -                                      | -                                      | -                                      | -                                      | 0.32                                   | -                                      | -                                      | -                                      | [ 16 ]                                 |                                        |                                        |                                        |
|                                                   | Chorlito dorado americano (Pluvialis dominica)  | 2009                                   | fresco                                 | 0.18                                   | -                                      | -                                      | -                                      | -                                      | -                                      | -                                      | -                                      | -                                      | [ 4 ]                                  |                                        |                                        |                                        |
|                                                   | Aguja colipinta (Limosa lapponica)              | 2008                                   | fresco                                 | 0.49                                   | -                                      | -                                      | -                                      | -                                      | -                                      | -                                      | -                                      | -                                      | [ 4 ]                                  |                                        |                                        |                                        |
|                                                   | Correlimos común (Calidris alpina)              | 2008                                   | fresco                                 | 0.07                                   | -                                      | -                                      | -                                      | -                                      | 1.17 †                                 | -                                      | -                                      | -                                      | [ 4 ]                                  |                                        |                                        |                                        |
|                                                   | Correlimos roquero (Calidris ptilocnemis)       | 2008                                   | fresco                                 | 0.08                                   | -                                      | -                                      | -                                      | -                                      | -                                      | -                                      | -                                      | -                                      | [ 4 ]                                  |                                        |                                        |                                        |
|                                                   | Correlimos pectoral (Calidris melanotos)        | 2009                                   | fresco                                 | 0.68                                   | -                                      | -                                      | -                                      | -                                      | -                                      | -                                      | -                                      | -                                      | [ 4 ]                                  |                                        |                                        |                                        |
|                                                   | Correlimos semipalmeado (Calidris pusilla)      | 2008                                   | fresco                                 | 0.95                                   | -                                      | -                                      | -                                      | -                                      | 1.12                                   | -                                      | -                                      | -                                      | [ 4 ]                                  |                                        |                                        |                                        |
| * se muestran las medias en lugar de las medianas |                                                 |                                        |                                        |                                        |                                        |                                        |                                        |                                        |                                        |                                        |                                        |                                        |                                        |                                        |                                        |                                        |
| † muestras procedentes de pollos                  |                                                 |                                        |                                        |                                        |                                        |                                        |                                        |                                        |                                        |                                        |                                        |                                        |                                        |                                        |                                        |                                        |
| ‡ µg/Litro                                        |                                                 |                                        |                                        |                                        |                                        |                                        |                                        |                                        |                                        |                                        |                                        |                                        |                                        |                                        |                                        |                                        |